# Трагедията на века
„Трагедията на века“ е руски телевизионен сериал за Великата отечествена война, създаден през 1993 – 1994 г. Сериалът е базиран на предишни творби на Юрий Озеров за Великата отечествена война (Освобождение, Войници на свободата, Битката за Москва, Сталинград) и документални кадри. Продукция: Мосфилм, Ghanem-film (Сирия), Al Motehidi.
Сериалът е редактиран през 1993 – 1994 г., но поради организационни и финансови затруднения е пуснат на руски екрани едва през май 1997 г. по канала ORT. През 1997 и 1998 г. е показана пълната версия – 24 епизода, след това през май 2000 г. съкратена версия – 6 епизода. DVD версията на сериала включва 11 епизода, с обща продължителност 490 минути.
Сериалът пресъздава основните събития и битки от Великата отечествена война. Използвани са монтажни изрезки от предишни филми на Озеров.

## Актьорски състав
- Михаил Улянов – Жуков
- Николай Олялин – Цветаев
- Пауърс Буут като генерал Чуйков
- Яков Триполски – Сталин (в серии 1 – 3)
- Арчил Гомиашвили – Сталин (в еп. 4 – 6)
- Бухути Закариадзе – Сталин (в еп. 7 – 11)
- Александър Голобородко – Рокосовски
- Юрий Яковлев – Петровски
- Валерий Юрченко – Попел
- Ромуалдс Анканс – майор Гаврилов
- Емануил Виторган – Фомин
- Юозас Будрайтис – Рихард Зорге
- Александър Филипенко – Павлов
- Богдан Ступка – Старцев
- Владлен Давидов – Рокосовски
- Юрий Дуров – Чърчил
- Роналд Лейси – Чърчил
- Бруно Оха – Ото Скорцени
- Лариса Голубкина – Зоя Космодемянская
- Фриц Диц – Хитлер
- Ахим Петри – Хитлер
- Владимир Трошин – Ворошилов
- Николай Волков – Кирпонос
- Леонид Кулагин
- Виталий Розстални като маршал Тимошенко
- Фернандо Алиенде – Рубен Ибарури
- Борис Зайденберг – Орлов
- Владимир Кузнецов – Вашугин
- Юрий Кузьменко – Коровкин, танкист
- Любомирас Лауцявичюс – Гуров
- Александър Мартинов като генерал Копец
- Сергей Никоненко като генерал Родимцев
- Владимир Самойлов – Громов
- Всеволод Санаев – Лукин
- Герд Майкъл Хенеберг като Кайтел
- Валери Цветков като генерал-полковник Ерьоменко
- Ирина Шмелева – Зоя Космодемянская
- Станислав Яскевич като Рузвелт
- Иво Гарани – Мусолини
- Артьом Карапетян – глас зад кадър